# Mistrovství světa v silniční cyklistice 2015
Mistrovství světa v silniční cyklistice 2015 bylo 82. světovým šampionátem v silniční cyklistice. Mistrovství probíhalo od 20. do 27. září 2015 v Richmondu ve Virginii v USA.

## Kalendář
Časy jsou uvedeny v místním letním čase UTC-4.
| Datum    | Čas startu | Závod                                      |
| -------- | ---------- | ------------------------------------------ |
| 20. září | 11:30      | ženy – časovka týmů (38,6 km)              |
| 20. září | 13:30      | muži – časovka týmů (38,6 km)              |
| 21. září | 10:00      | juniorky – časovka (15 km)                 |
| 21. září | 11:30      | muži do 23 let – časovka (30 km)           |
| 22. září | 9:30       | junioři – časovka (30 km)                  |
| 22. září | 13:30      | ženy – časovka (30 km)                     |
| 23. září | 13:00      | muži – časovka (53 km)                     |
| 25. září | 10:00      | juniorky – silniční závod (64,9 km)        |
| 25. září | 12:45      | muži do 23 let – silniční závod (162,2 km) |
| 26. září | 9:00       | junioři – silniční závod (129,6 km)        |
| 26. září | 13:00      | ženy – silniční závod (129,6 km)           |
| 27. září | 9:00       | muži – silniční závod (259,2 km)           |

## Medailisté
| Závod          | Zlato | Zlato             | Stříbro | Stříbro    | Bronz | Bronz      |
| -------------- | --- | ----------------- | --- | ---------- | --- | ---------- |
| Muži           | |                   | |            | |            |
| Silniční závod | Peter Sagan Slovensko                                                                                           | 6 h 14 min 37 s   | Michael Matthews Austrálie                                                                                         | + 3 s      | Ramūnas Navardauskas Litva                                                                                           | + 3 s      |
| Časovka        | Vasil Kiryjenka Bělorusko                                                                                       | 1 h 2 min 29,45 s | Adriano Malori Itálie                                                                                              | + 9,08 s   | Jérôme Coppel Francie                                                                                                | + 26,62 s  |
| časovka týmů   | BMC Racing Team                                                                                                 | 42:07,97          | Etixx–Quick-Step                                                                                                   | + 11,35 s  | Movistar Team | + 30,11 s  |
| časovka týmů   | Rohan Dennis Silvan Dillier Stefan Küng Daniel Oss Taylor Phinney Manuel Quinziato                              | 42:07,97          | Tom Boonen Michał Kwiatkowski Yves Lampaert Tony Martin Niki Terpstra Rigoberto Uran                               | + 11,35 s  | Andrey Amador Jonathan Castroviejo Alex Dowsett Jon Izagirre Adriano Malori Jasha Sütterlin                          | + 30,11 s  |
| Muži do 23 let | |                   | |            | |            |
| silniční závod | Kévin Ledanois Francie                                                                                          | 3 h 54 min 45 s   | Simone Consonni Itálie                                                                                             | tentýž čas | Anthony Turgis Francie                                                                                               | + 2 s      |
| časovka        | Mads Würtz Schmidt Dánsko                                                                                       | 37:10,96          | Maximilian Schachmann Německo                                                                                      | + 12,20 s  | Lennard Kämna Německo                                                                                                | + 21,02 s  |
| Junioři        | |                   | |            | |            |
| silniční závod | Felix Gall Rakousko                                                                                             | 3 h 11 min 09 s   | Clément Bétouigt-Suire Francie                                                                                     | tentýž čas | Rasmus Pedersen Dánsko                                                                                               | + 1 s      |
| časovka        | Leo Appelt Německo                                                                                              | 37:45,01          | Adrien Costa USA}                                                                                                  | + 17,22 s  | Brandon McNulty USA                                                                                                  | + 59,74 s  |
| Ženy           | |                   | |            | |            |
| Silniční závod | Lizzie Armitsteadová Spojené království                                                                         | 3 h 23 min 56 s   | Anna van der Breggenová Nizozemsko                                                                                 | tentýž čas | Megan Guarnierová USA                                                                                                | tentýž čas |
| Časovka        | Linda Villumsenová Nový Zéland                                                                                  | 40:29,87          | Anna van der Breggenová Nizozemsko                                                                                 | + 2,54 s   | Lisa Brennauerová Německo                                                                                            | + 5,26 s   |
| časovka týmů   | Velocio–SRAM | 47:35,72          | Boels–Dolmans | + 6,66 s   | Rabo–Liv | + 56,12 s  |
| časovka týmů   | Alena Amjaljusiková Lisa Brennauerová Karol-Ann Canuelová Barbara Guarischiová Mieke Krögerová Trixi Worracková | 47:35,72          | Lizzie Armitsteadová Chantal Blaaková Christine Majerusová Katarzyna Pawłowská Evelyn Stevensová Ellen van Dijková | + 6,66 s   | Lucinda Brandová Thalita de Jongová Shara Gillowová Roxane Knetemannová Katarzyna Niewiadomá Anna van der Breggenová | + 56,12 s  |
| Juniorky       | |                   | |            | |            |
| silniční závod | Chloe Dygertová USA                                                                                             | 1 h 42 min 16 s   | Emma Whiteová USA                                                                                                  | + 1,23 s   | Agnieszka Skalniaková Polsko                                                                                         | + 1,28 s   |
| časovka        | Chloe Dygertová USA                                                                                             | 20:18,47          | Emma Whiteová USA                                                                                                  | + 1:05,53  | Anna-Leeza Hullová Austrálie                                                                                         | + 1:26,08  |